# Lago Los Cántaros
El lago Los Cántaros es un lago de origen glacial andino ubicado en Argentina, al sudoeste de la provincia de Neuquén, en el departamento Los Lagos.

## Geografía
Lago Los Cántaros se ubica a menos de un kilómetro al norte del extremo occidental del brazo Blest del Lago Nahuel Huapi. Posee una longitud de 650 metros y se ubica totalmente dentro del parque nacional Nahuel Huapi.
Está rodeado por un exuberante selva valdiviana, caracterizada por una gran variedad de especies vegetales. Situado muy cerca de la frontera con Chile, se encuentra en una zona de alta precipitación.

## Hidrografía
Su principal afluente es el río Ortiz Basualdo, emisario del lago del mismo nombre. En su costa sur nace su emisario, el río de Los Cántaros, que desemboca en el lago Nahuel Huapi, cerca del extremo occidental del brazo Blest. En menos de un kilómetro, el Río de Los Cántaros cae más de 100 metros; una parte de este importante descenso se realiza a través de una cascada.